# Прапор Золотоноші

Прапор міста Золотоноші

Пра́пор Золотоно́ші — офіційний символ міста Золотоноші (районний центр Черкаської області), затверджений рішенням міської ради від 15 жовтня 2010 року.

## Опис
Прапор Золотоноші являє собою прямокутне полотнище пурпурового кольору зі співвідношенням сторін 4:3, в центрі якого розташований золотий, великий хрест із сяйвом.
Співвідношення розмірів хреста до розмірів полотнища: висота хреста складає 0,6 висоти полотнища, ширина хреста складає 0,375 довжини основи полотнища. 
Колір прапора і його символіка повторюють колір і символіку герба міста Золотоноші.

## Джерело
- Символіка Золотоноші на www.zolo.gov.ua/ (Офіційний сайт міста Золотоноші)